# Дагно, Дидье
Дидье Даг(е)но (фр. Didier Dagueneau; 7 июня 1956, Сен-Андлен — 17 сентября 2008, Дордонь, метрополия Франции) — французский винодел из долины Луары.
Родился в 1956 году в коммуне Сен-Андлен, департамент Ньевр.
Винодельня Didier Dagueneau общей площадью 12 гектар (30 акров) виноградников находится в его родном посёлке и относится к аппелласьону Пуйи-Фюме. Он всегда стремился создавать лучший совиньон-блан в мире. Также применял оригинальные ассамбляжи, что несколько необычно для аппелласьона и сорта винограда. Многие из его вин предназначались для длительного хранения в подвалах, а некоторые выдерживались в дубовых бочках. Он также занимался разработкой виноградников Жюрансона.
Бывший мотогонщик без официальной энологической подготовки, Дагно поссорился с другими виноделами по поводу аутентичности создаваемых им вин, достигнув при этом беспрецедентных для региона цен.
Сочетал требовательность к качеству (например, только ручной сбор урожая) с такими оригинальными подходами, как, например, использование лошадей для разрыхления почвы в промежутках между рядами виноградных лоз. Его описывали как человека, берущего на себя риски, и экспериментатора с перфекционистским отношением к работе, сильно урезавшего урожаи для достижения большей зрелости ягод.
Дагно погиб 17 сентября 2008 при крушении сверхлёгкого самолёта в Дордони, неподалёку от города Отфай. Его пережили двое детей от его бывшей жены Мартины, Бенжамен и Шарлотта, которые работают в имении совместно с детьми партнёра Дидье.